# Eupsophus roseus
Eupsophus roseus är en groddjursart som först beskrevs av Duméril och Gabriel Bibron 1841.  Eupsophus roseus ingår i släktet Eupsophus och familjen Cycloramphidae. IUCN kategoriserar arten globalt som nära hotad. Inga underarter finns listade i Catalogue of Life.